# Albany (Wisconsin)
Albany è un villaggio degli Stati Uniti d'America, situato in Wisconsin, nella contea di Green.